# Geraldine James
Geraldine James (ur. 6 lipca 1950 w Maidenhead) – brytyjska aktorka filmowa, teatralna i telewizyjna. Czterokrotnie nominowana do nagrody BAFTA. Laureatka Pucharu Volpiego dla najlepszej aktorki na 46. MFF w Wenecji za rolę w telewizyjnym filmie She's Been Away (1989) Petera Halla. Wyróżnienie to otrzymała wraz z partnerującą jej Peggy Ashcroft.
W 2003 otrzymała z rąk królowej Elżbiety II Order Imperium Brytyjskiego.